# 薛湛然
薛湛然（1910年—1952年），中華民國政治人物，河南省卢氏县薛家巷人。1923年加入中国国民党，后任国民党卢氏县党部书记长。是抗日战争时期和第二次国共内战时期卢氏县的主要縣政府領導人。1937年西安事变以后，薛湛然先后组建“青工队”、“防奸小组”、“政训队”、“行动队”等组织，逮捕中共洛师支部书记张象文、韩大化及其他学校师生等56人，處決6人，活埋3人。1937年夏天，主持修建卢氏县军用机场，中美空军在抗战期间多次从该机场起飞执行任务。1944年，侵华日军226联队兵临卢氏县城下，國民革命軍千余人不战自溃。薛湛然跟随第一战区司令官蒋鼎文逃離，日军攻入卢氏，大肆燒殺搶掠，製造了卢氏惨案。第二次国共内战时期，面对解放军的部队，修筑“中心寨”，搞坚壁清野，给解放军南下造成了不小的困难。解放军攻占卢氏后，薛湛然逃亡至昆明。1952年被当地农民出卖活捉。在被押解至汉口时，趁夜黑打死押送他的公安，与共产党武装发生对峙，后怕再次被俘受辱，自焚身亡，终年42岁。